# Endelave
Endelave is een eiland in Denemarken, in het Kattegat, nabij het schiereiland Jutland. Het heeft een oppervlakte van 13,2 km².
Sinds 1970 is Endelave opgenomen in de gemeente Horsens, sinds 2007 deel van de regio Midden-Jutland. In 2025 telde het eiland 147 inwoners. De parochie Endelave maakt deel uit van het bisdom Århus van de Deense Volkskerk.
Er is een veerboot-verbinding met Snaptun. Er is ook een klein particulier vliegveld op het eiland.
Endelave is een beschermd vogelgebied volgens de conventie van Ramsar. Ongeveer een derde van het eiland is Natura 2000-gebied. Er zijn uitzonderlijk veel konijnen, zelfs zoveel dat meer dan de helft van het quantum konijnen waarop in Denemarken gejaagd mag worden (5000 per jaar) zich op Endelave bevindt.

## Afbeeldingen

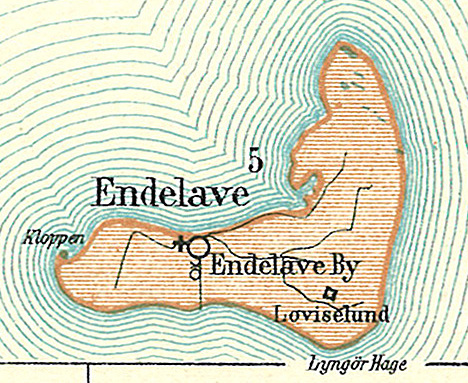
Kaart uit 1900
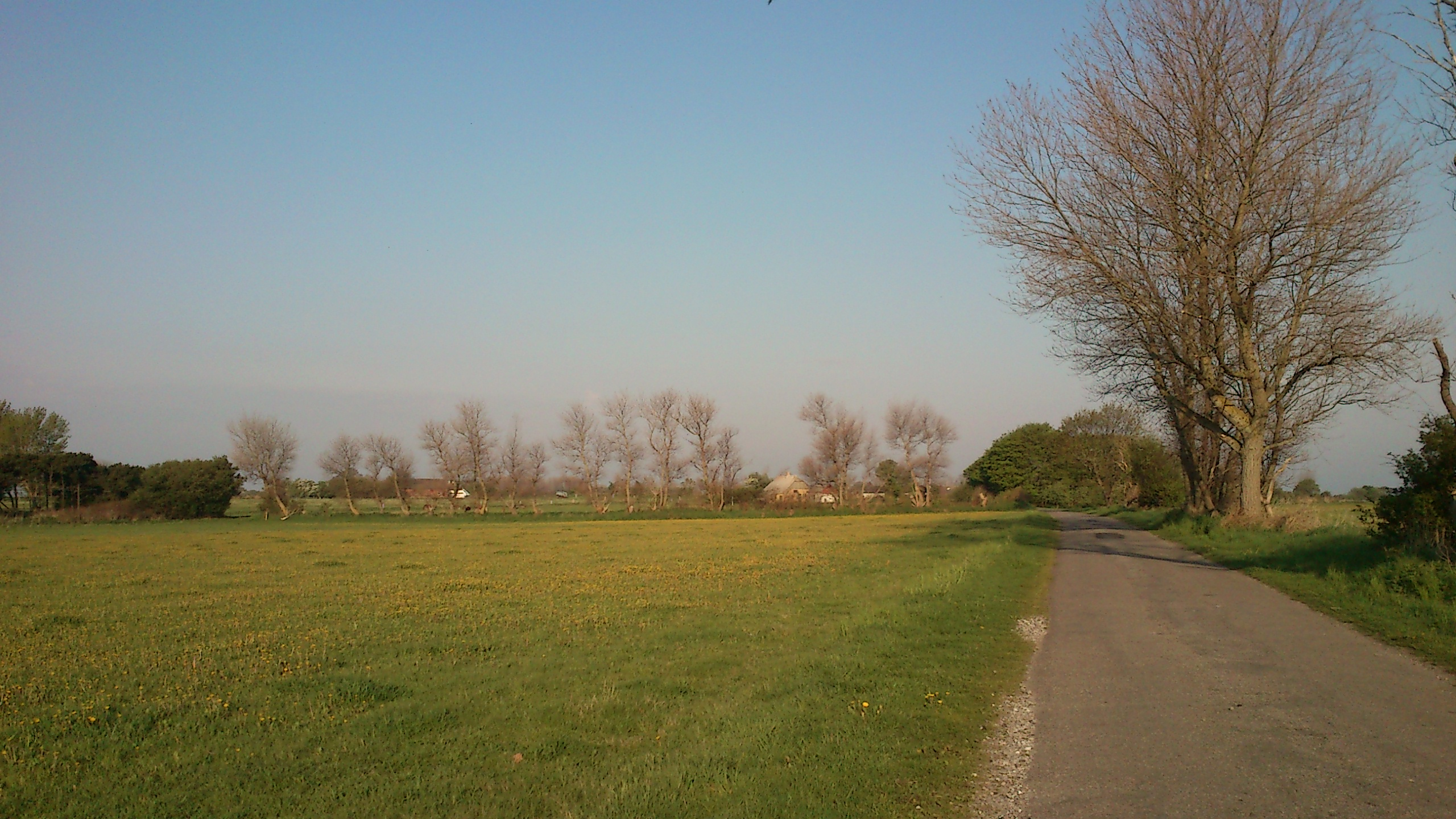
Het landschap op Endelave
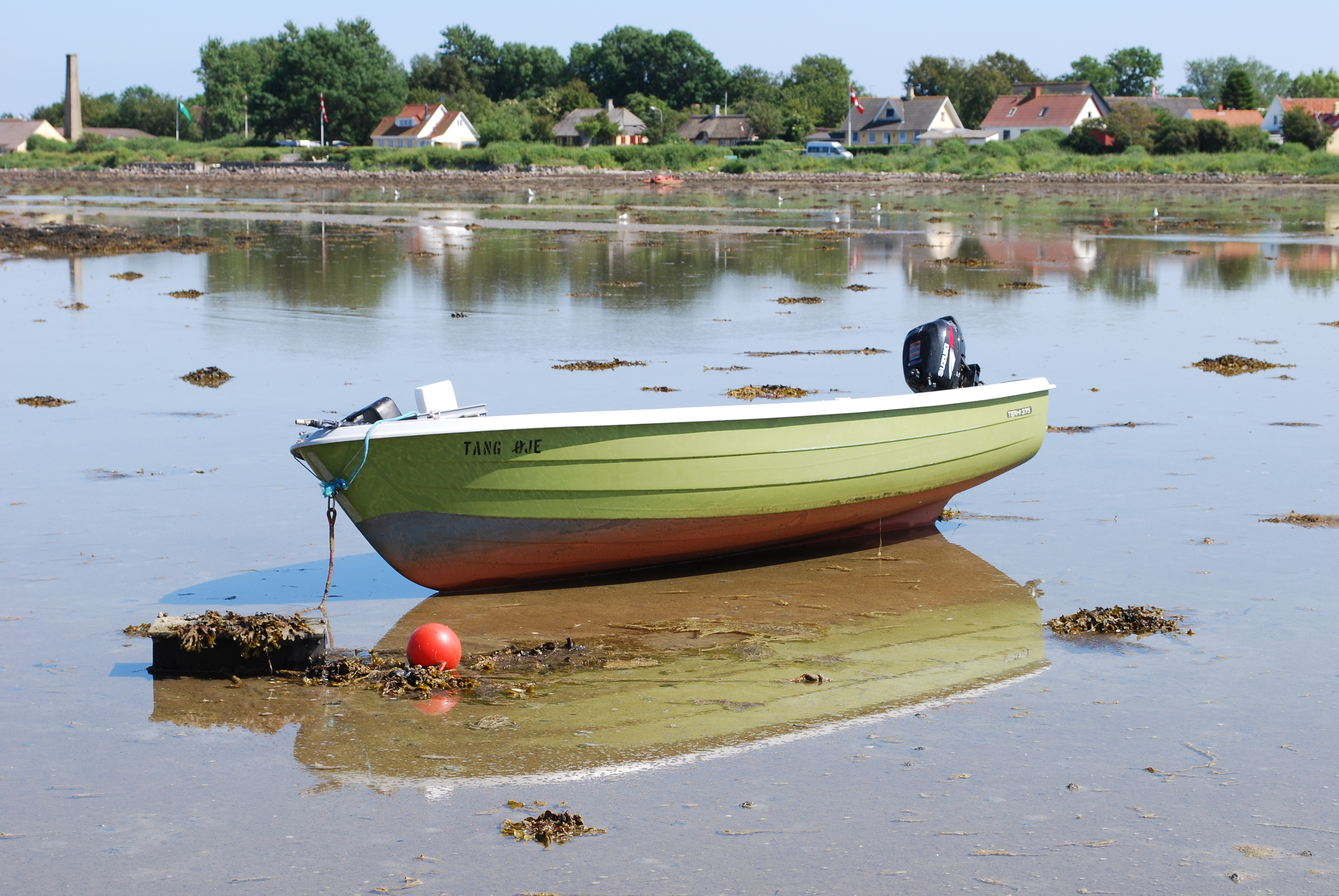
Bij eb
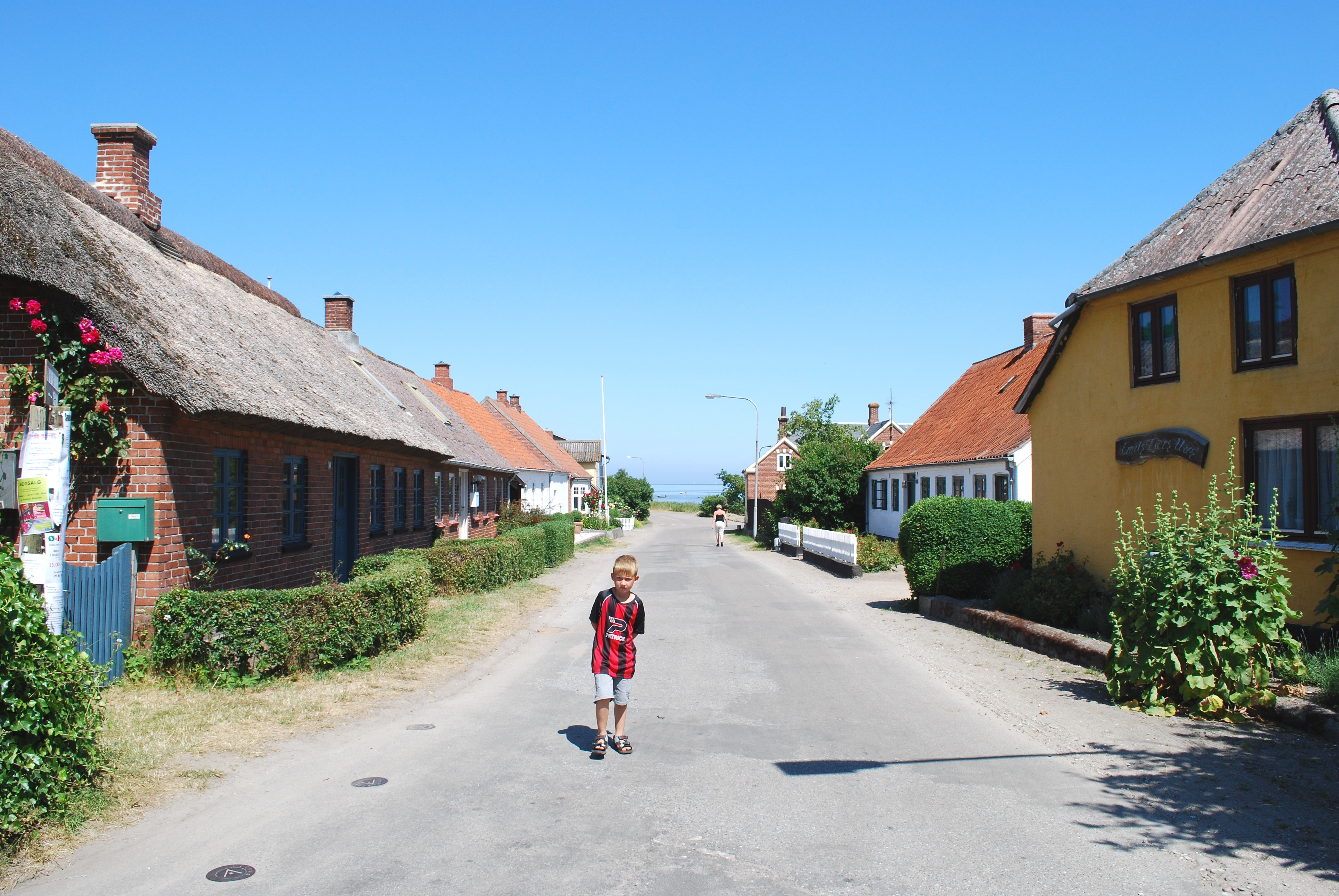
Endelave By
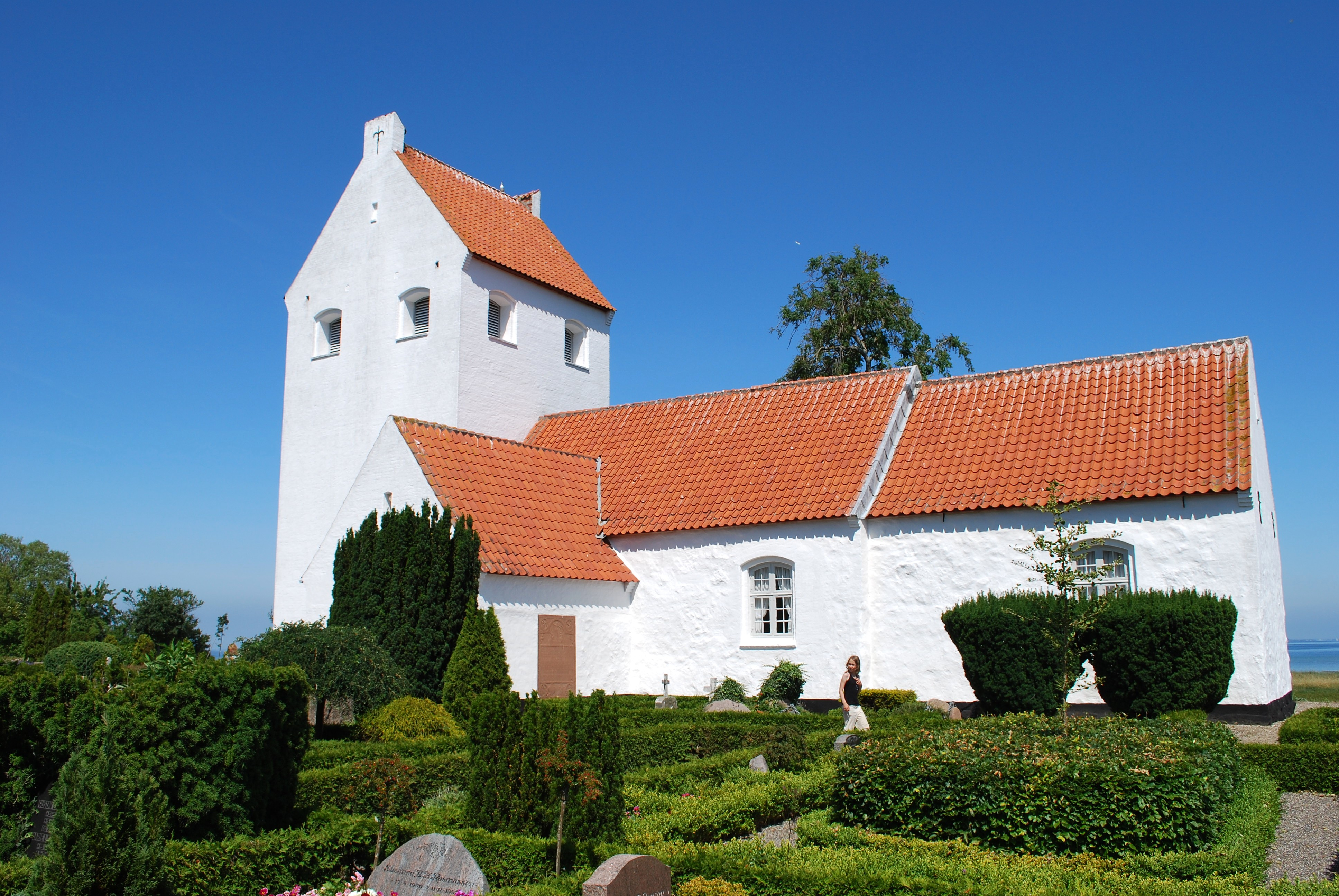
De kerk
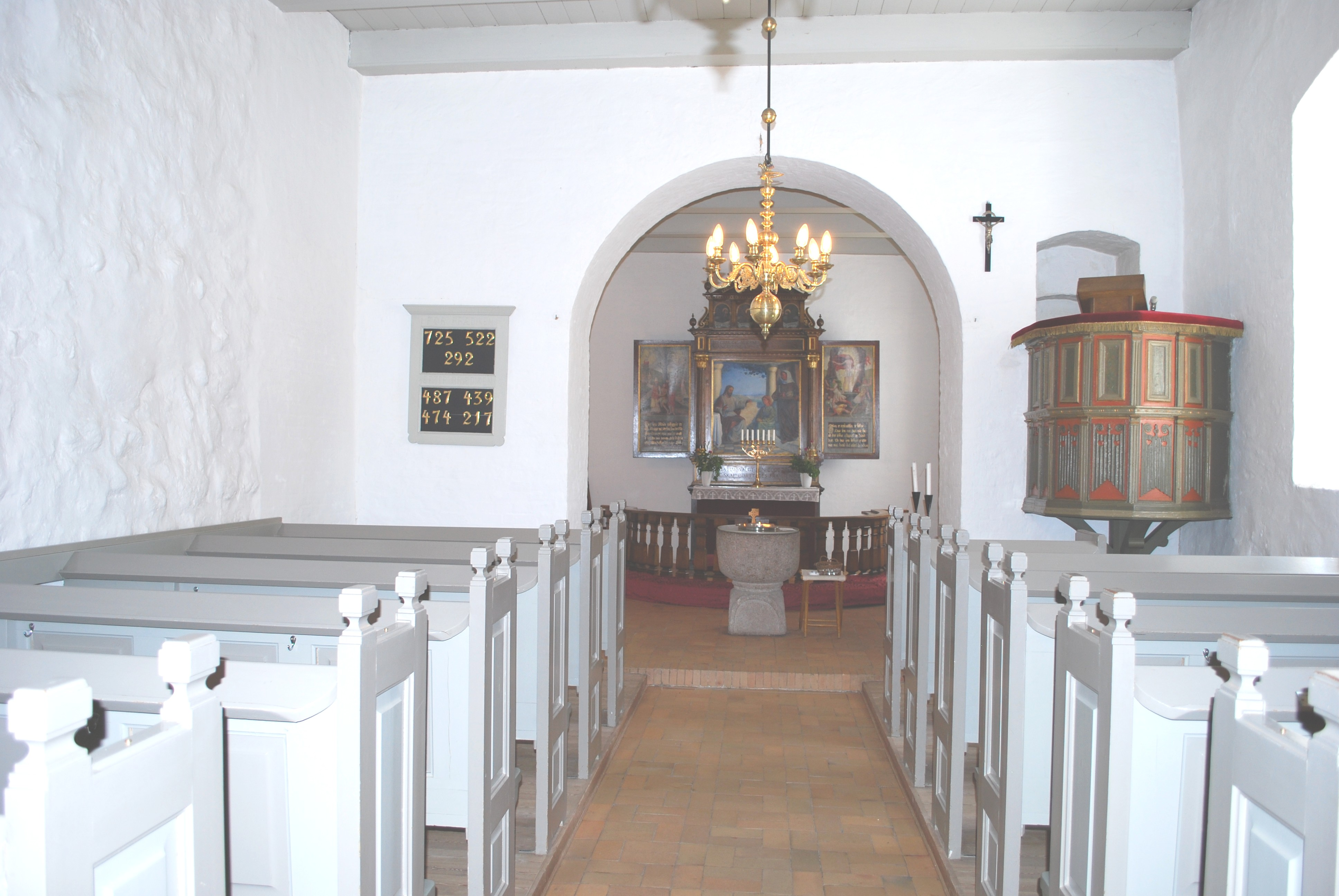
Interieur kerk
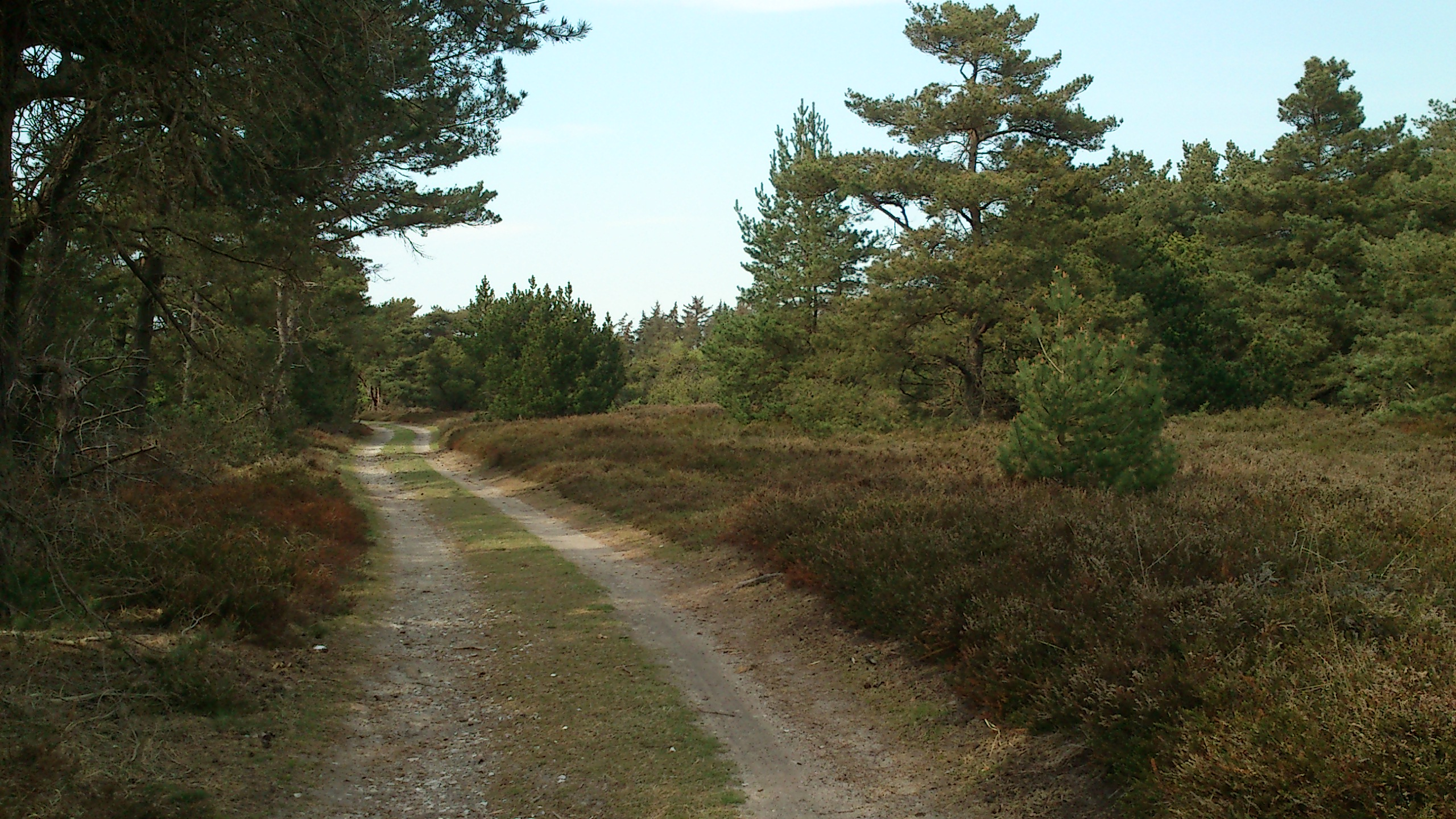
Øvre, natuurgebied
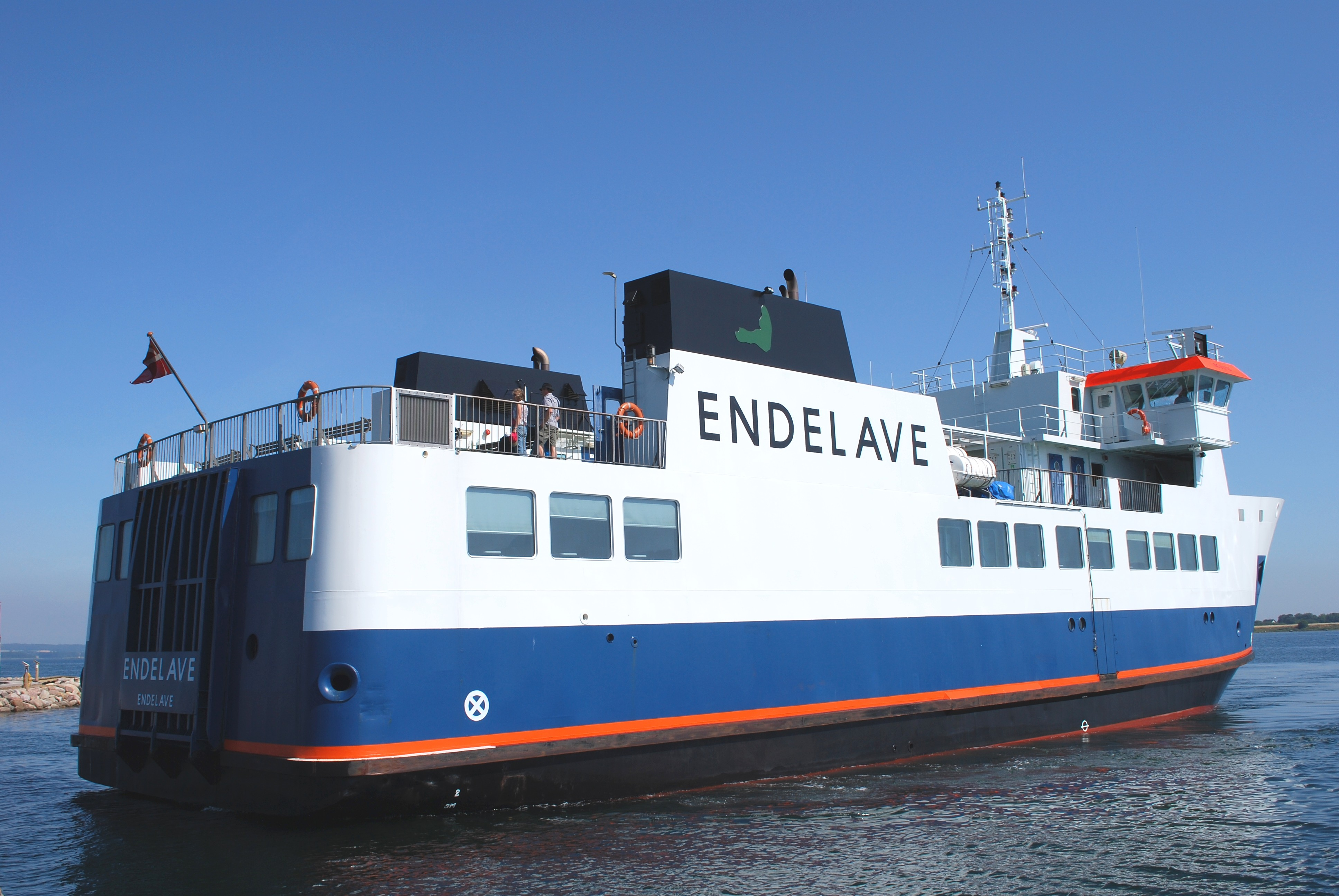
Veerboot